# Дуб'яги
Дуб'я́ги —  село в Україні, у Зіньківській міській громаді Полтавського району Полтавської області. Населення становить 124 осіб. Орган місцевого самоврядування — Проценківська сільська рада.

## Географія
Село Дуб'яги знаходиться на лівому березі річки Грунь, вище за течією на відстані в 3 км розташоване село Шенгаріївка, нижче за течією прімикат село Проценки, на протилежному березі - село Дубівка.

## Історія
12 червня 2020 року, відповідно до розпорядження Кабінету Міністрів України № 721-р «Про визначення адміністративних центрів та затвердження територій територіальних громад Полтавської області», село увійшло до складу Зіньківської міської громади.
19 липня 2020 року, в результаті адміністративно - територіальної реформи та ліквідації Зіньківського району, село увійшло до складу новоутвореного Полтавського району Полтавської області.

## Населення

### Мова
Розподіл населення за рідною мовою за даними перепису 2001 року:
| Мова       | Кількість | Відсоток |
| ---------- | --------- | -------- |
| українська | 122       | 98.39%   |
| російська  | 2         | 1.61%    |
| Усього     | 124       | 100%     |